# Centeterus ibericator
Centeterus ibericator là một loài tò vò trong họ Ichneumonidae.